# 染色单体
染色單體（英語：chromatid）又稱染色分體，是染色体的一部分。
在減數分裂或有絲分裂过程中，未複製的染色體（single chromosome）由一條染色單體組成，複製後的染色體（duplicated chromosome）由兩條染色單體組成。每个染色单体是由一条脱氧核糖核酸（DNA）双链经过紧密盘旋折叠而成。中期染色体由两条染色单体组成，两者在着丝粒（著絲點）（centromere）部位相互结合。